# Hamburg Masters 1993
De Hamburg Masters is een internationaal hockeytoernooi voor mannen, dat onder auspiciën staat van de Duitse hockeybond. Aan de tweede editie in de Noord-Duitse stad Hamburg deden vier landen mee: Australië, Nederland, Pakistan en titelverdediger Duitsland.

## Uitslagen

### Vrijdag 3 september 1993
- Pakistan-Australië 1-3
- Nederland-Duitsland 2-2

### Zaterdag 4 september 1993
- Pakistan-Duitsland 2-1
- Australië-Nederland 2-2

### Zondag 5 september 1993
- Nederland-Pakistan 0-2
- Australië-Duitsland 3-2

## Eindstand
| № | Land      | WG | W | G | V | DV | DT | +/– | Punten |
| - | --------- | -- | - | - | - | -- | -- | --- | ------ |
| 1 | Australië | 3  | 2 | 1 | 0 | 8  | 5  | +3  | 5      |
| 2 | Pakistan  | 3  | 1 | 0 | 2 | 5  | 4  | +1  | 3      |
| 3 | Nederland | 3  | 0 | 2 | 1 | 4  | 6  | –2  | 2      |
| 4 | Duitsland | 3  | 0 | 1 | 2 | 5  | 7  | –2  | 1      |

1989 · 1993 · 1996 · 1997 · 1998 · 2000 · 2001 · 2002 · 2003 · 2004 · 2005 · 2006 · 2007 · 2008 · 2009 · 2010 · 2012 · 2013 · 2014 · 2015 · 2016 · 2017 · 2018 · 2019